# 新望站
新望站位于中华人民共和国浙江省温州市乐清市翁垟街道规划兴茂路与规划路交叉口西侧，是温州轨道交通S2线的一座中间站。本站于2021年1月26日完成首个四线连续梁的浇筑，并于2023年8月26日随S2线的开通而启用。

## 车站结构
本站为路侧高架三层侧式车站（两台四线），总建筑面积为16020平方米，设有2个出入口，以及卫生间1处、母婴室1间。

### 车站楼层
| 地上三层 | 侧式站台 | 侧式站台                                 | 侧式站台 | 侧式站台 |
|          | 一站台   | █ S2线 清东路方向（下站：盐盆）          |          |          |
|          |          | █ S2线 清东路方向越行线                  |          |          |
|          |          | █ S2线 东山方向越行线                    |          |          |
|          | 二站台   | █ S2线 东山方向（下站：翁垟）            |          |          |
|          | 侧式站台 |                                          |          |          |
| 地上二层 | 站厅     | 售票机、客服中心、商店、警务室、安检设施 |          |          |
| 地面     | 地面层   | 出入口                                   |          |          |

### 站台
本站设有两个侧式站台。

## 公交接驳
- 配套站点：本站西北侧万翁路上新设“新望站”公交停靠站1个[7]。
- 配套线路：1条（乐清251路）[7]。